# Clásica de San Sebastián 2016
Clásica de San Sebastián 2016 – 36. edycja jednodniowego wyścigu kolarskiego Clásica de San Sebastián odbyła się 30 lipca 2016. Start i meta wyścigu znajdowały się w San Sebastián.

## Uczestnicy
Na starcie tego klasycznego wyścigu stanęło 20 zawodowych ekip, osiemnaście drużyn jeżdżących w UCI World Tour 2016 i dwie profesjonalne ekipy zaproszone przez organizatorów z tzw. "dziką kartą".
Lista drużyn uczestniczących w wyścigu:
| Numery | Kod | Drużyna            |
| ------ | --- | ------------------ |
| 1-8    | OBE | Orica–BikeExchange |
| 11-18  | TNK | Tinkoff            |
| 21-28  | MOV | Movistar Team      |
| 31-38  | BMC | BMC Racing Team    |
| 41-48  | SKY | Team Sky           |
| 51-58  | EQS | Etixx-Quick Step   |
| 61-68  | KAT | Team Katusha       |
| 71-78  | FDJ | FDJ                |
| 81-88  | AST | Pro Team Astana    |
| 91-98  | LTJ | Team LottoNL-Jumbo |

| Numery  | Kod | Drużyna                |
| ------- | --- | ---------------------- |
| 101-108 | LAM | Lampre-Merida          |
| 111-118 | TRE | Trek-Segafredo         |
| 121-128 | GIA | Team Giant-Alpecin     |
| 131-138 | CDT | Cannondale–Drapac      |
| 141-148 | LTS | Lotto Soudal           |
| 151-158 | ALM | Ag2r-La Mondiale       |
| 161-168 | IAM | IAM Cycling            |
| 171-178 | DDD | Team Dimension Data    |
| 181-188 | CJR | Caja Rural–Seguros RGA |
| 191-198 | COF | Cofidis                |

## Klasyfikacja generalna
| M-ce | Imię i nazwisko    | Kraj            | Drużyna            | Czas       |
| ---- | ------------------ | --------------- | ------------------ | ---------- |
| 1.   | Bauke Mollema      | Holandia        | Trek-Segafredo     | 5h 31' 00" |
| 2.   | Tony Gallopin      | Francja         | Lotto Soudal       | + 17"      |
| 3.   | Alejandro Valverde | Hiszpania       | Movistar Team      | + 17"      |
| 4.   | Joaquim Rodríguez  | Hiszpania       | Team Katusha       | + 22"      |
| 5.   | Greg Van Avermaet  | Belgia          | BMC Racing Team    | + 34"      |
| 6.   | Gianluca Brambilla | Włochy          | Etixx-Quick Step   | + 34"      |
| 7.   | Simon Yates        | Wielka Brytania | Orica–BikeExchange | + 34"      |
| 8.   | Tom-Jelte Slagter  | Holandia        | Cannondale–Drapac  | + 34"      |
| 9    | Nicolas Roche      | Irlandia        | Team Sky           | + 34"      |
| 10.  | Dries Devenyns     | Belgia          | IAM Cycling        | + 37"      |
|      |                    |                 |                    |            |
| 103. | Michał Gołaś       | Polska          | Team Sky           | + 13' 26"  |
| 107. | Michał Kwiatkowski | Polska          | Team Sky           | + 13' 26"  |
| -    | Przemysław Niemiec | Polska          | Lampre-Merida      | DNF        |